# 池上岑夫
池上 岑夫（いけがみ みねお、1935年6月9日 - ）は、日本の言語学者・ポルトガル語学者・ロマンス語学者。東京外国語大学名誉教授。

## 経歴
長野県伊那市出身。東京外国語大学、1961年東京大学文学部卒。東京外大講師、助教授、教授。1999年定年、名誉教授、天理大学国際文化学部ブラジル学科教授。神奈川県葉山町在住。日本ロマンス語学会会員。
名の「みねお」は正しくは「岺」と綴るが稀な字のため、著作物中においても、むしろ「岑」で表記されている場合が殆どであり、本人もそれを許容している。図書検索との整合上も考慮し、但し書きの上で本表記による見出し掲載が適当と思われる。尚、「池上嶺夫」の表記も散見されるが、誤りである。

## 単著
- 『ポルトガル語常用6000語』大学書林、1961年
- 『ポルトガル語とガリシア語　その成立と展開』大学書林、1984年
- 『ポルトガル語文法の諸相』大学書林、1987年
- 『Se考　ポルトガル語のseの正体を探る』大学書林、2002年

## 共著・編著
- 『現代ポルトガル語辞典』1996年。白水社
日本最大（語数59,000）の本格的ブラジル、ポルトガル辞典。新語・専門語・口語・俗語・地方語を多数追加。巻末に和ポ4,700語と発音概説。
- 『スペイン・ポルトガルを知る事典』平凡社、2001年
- 『日本語で引く仏西葡対照単語』大学書林、1977年

## 主な訳書
- 『真心と冒険　ラテン的世界』セルジオ・オランダ ラテン・アメリカ文化叢書、新世界社、1971年 (Sérgio Buarque de Holanda. Raízes do Brasil.)
- 『太陽通りのぼくの家』オリゲネス・レッサ 岩波少年文庫、1977年 (Orígenes Lessa. Rua do sol.)
- 『ウズ・ルジアダス ルシタニアの人びと』 ルイス・デ・カモンイス 小林英夫・岡村多希子共訳　岩波書店 1978.10 のち『ウズ・ルジアダス　ルーススの民のうた』白水社、2000年 (Luís De Camões. Os Lusíadas.)
- 『エチオピア王国誌』フランシスコ・アルヴァレス、大航海時代叢書、岩波書店、1980年 (Francisco Alvarez. Verdadeira informação das terras do preste João das Indias.)
- 『アジア史』 ジョアン・デ・バロス 生田滋共訳 大航海時代叢書、岩波書店、1980-81
- 『ムガル帝国誌』 アントニオ・モンセラーテ　清水広一郎共訳 大航海時代叢書、岩波書店、1984年
- 『ブラジル誌』 マガリャンイス（マゼラン） 大航海時代叢書、岩波書店、1984年
- 『ポルトガルの海　フェルナンド・ペソア詩選』彩流社、1985年。 (Fernando Pessoa. Mar Portuguez: Poesias de Fernando Pessoa.)
- 『日本語小文典』ジョアン・ロドリゲス 岩波文庫、1993年 (Joaõ Rodriguez. Arte Breve da Lingoa Iapoa tirada da Arte Grande da mesma Lingoa, pera os que começam a aprender os primeiros principios della.)